# Le Marin, Martinique
Le Marin är en kommun och ort i Martinique.  Den ligger i den sydöstra delen av Martinique, 27 km sydost om huvudstaden Fort-de-France. Le Marin är sous-préfecture, huvudort, i Arrondissement du Marin, ett av Martiniques fyra arrondissement.